# Emmanuel Mayonnade
Emmanuel Mayonnade, né le 12 juin 1983, est un entraîneur français de handball.
Après avoir conduit les néerlandaises au titre de Championnes du monde 2019, il est élu meilleur entraîneur mondial d'une équipe féminine pour l'année 2019.

## Biographie
En 2006, à l'âge de 23 ans, il prend les commandes du club de US Mios-Biganos après que son oncle, Dominique Mayonnade, décède brutalement. Il devient ainsi, à 23 ans le plus jeune entraineur. Il est à ce moment secondé par son père Gérard Mayonnade.
Pour sa première saison en D1, il permet au club de terminer à la 3e place, ce qui constitue le meilleur résultat du club en championnat. En 2009, il remporte le premier titre national du club avec une victoire en Coupe de France face au Metz Handball. La saison suivante, il est élu meilleur entraîneur du Championnat de France lors de la Nuit du Handball 2010. En 2011, il permet à Mios-Biganos de remporter une coupe d'Europe, la coupe Challenge (C4).
Après la fusion entre le Mios-Biganos bassin d'Arcachon et le CA Béglais en 2013, il reste à la tête de l'équipe du nouveau club de l'Union Mios-Biganos Bègles. Il remporte pour la deuxième fois la coupe Challenge en 2015, en battant le club polonais du Pogon Baltica Szczecin.  
Après le dépôt de bilan de l'Union Bègles Bordeaux-Mios Biganos à l'automne 2015, Emmanuel Mayonnade signe un contrat de 18 mois avec le Metz Handball, où il remplace Jérémy Roussel. Dès cette première saison, il remporte le titre de champion de France avec Metz, le 20e du club, après une victoire face à Fleury en finale. À titre individuel, il est élu, pour la deuxième fois, meilleur entraîneur du championnat de France pour la saison 2015-2016.
En décembre 2016, après un très bon début de saison, il prolonge de deux saisons son contrat avec le club lorrain, avec lequel il est alors lié jusqu'à l'été 2019. La fin de saison confirme ses bons résultats avec le club de Metz qui remporte le championnat et la coupe de France, et réalise un excellent parcours européen, ne cédant qu'en quart de finale de la Ligue des champions face au futur vainqueur, Győri ETO KC. En août 2017, il est élu meilleur entraîneur du championnat au titre de la saison 2016-2017, pour la troisième fois de sa carrière.
En 2017-2018, il remporte son troisième titre consécutif de champion de France et il est élu, pour la troisième fois d'affilée, meilleur entraîneur de la saison.
En février 2019, après avoir refusé une offre du CSM Bucarest, il est nommé sélectionneur de l'équipe nationale des Pays-Bas avec comme objectif les JO de Tokyo en 2020. Puis, il atteint avec Metz les demi-finales de la Ligue des champions, une première pour un club français, et remporte le championnat et la coupe de France. À l'issue de la saison, il est élu meilleur entraîneur du championnat de France 2018-2019 et meilleur entraîneur de la Ligue des champions 2019.
Pour sa première compétition avec les Pays-Bas, il permet à ses joueuses de remporter le Championnat du monde 2019 : il est ainsi le premier entraîneur français à remporter un championnat du monde de handball avec une sélection étrangère.
Consécutivement à ce titre de champion combiné au excellents résultats de Metz sur la scène nationale et internationale, il est élu meilleur entraîneur mondial d'une équipe féminine pour l'année 2019,.
Néanmoins, les résultats sont moins bons lors des compétitions suivantes avec une 6e place au Championnat d'Europe 2020 puis une élimination en quarts de finale des Jeux olympiques de Tokyo face à la France et la Fédération néerlandaise décide alors de ne pas prolonger le contrat de Mayonnade à la tête de la sélection batave.
À nouveau champion de France avec Metz en 2022 et 2023, il est désigné meilleur entraîneur du championnat durant ces deux saisons,.

## Palmarès

### En clubs
compétitions internationales
- vainqueur de la coupe Challenge (C4) en 2011 (avec US Mios-Biganos) et 2015 (avec Union Mios-Biganos Bègles)

compétitions nationales
- champion de France en  2016, 2017, 2018, 2019, 2022, 2023, 2024 et 2025 (avec Metz Handball)
- vainqueur de la coupe de France en 2009 (avec US Mios-Biganos), 2017, 2019, 2022, 2023, 2024 et 2025(avec Metz Handball)
- finaliste de la coupe de la Ligue en 2012 (avec US Mios-Biganos) et 2015 (avec Union Mios-Biganos Bègles)

### En équipes nationales
avec l'équipe nationale des Pays-Bas
- vainqueur du Championnat du monde 2019
- 6e place au Championnat d'Europe 2020
- 5e place aux Jeux olympiques de 2020

### distinctions individuelles
- élu meilleur entraîneur mondial d'une équipe féminine pour l'année 2019[14],[15]
- élu meilleur entraîneur du Championnat de France en 2010, 2016[4], 2017[6], 2018[7], 2019[11], 2022[17] et 2023[18]
- élu meilleur entraîneur de la Ligue des champions 2019[12]

## Galerie

Avec l'équipe de Metz
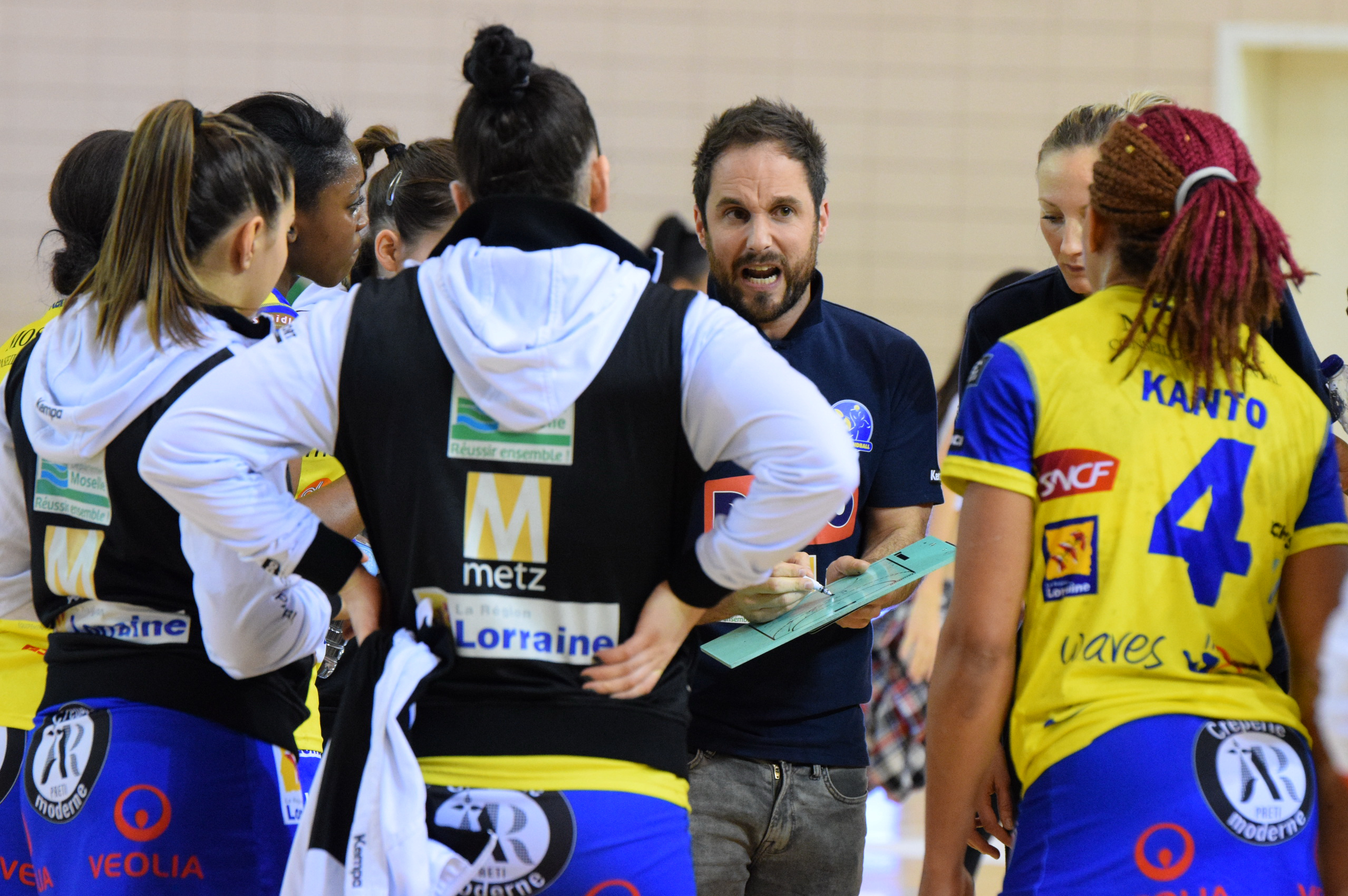
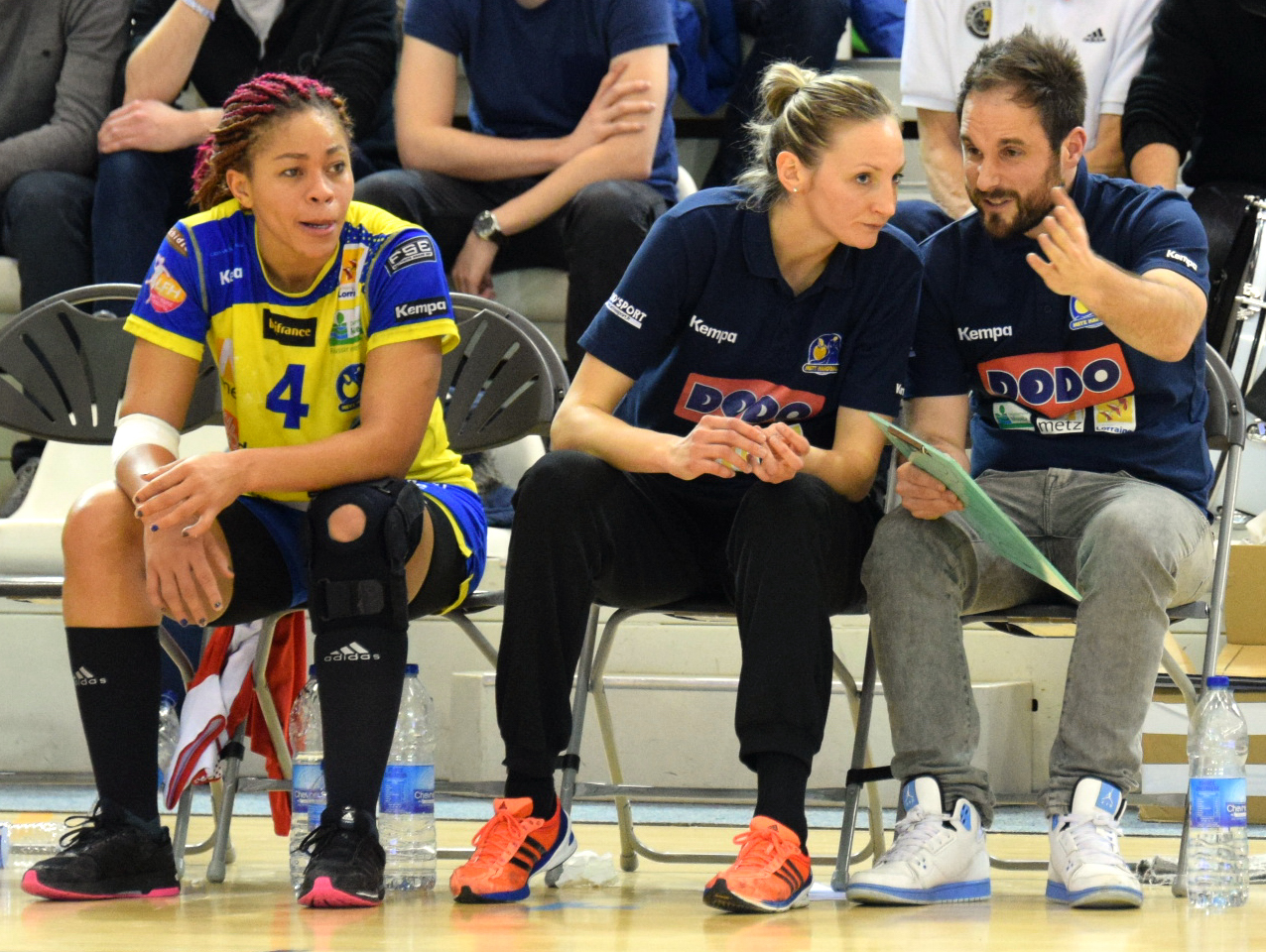
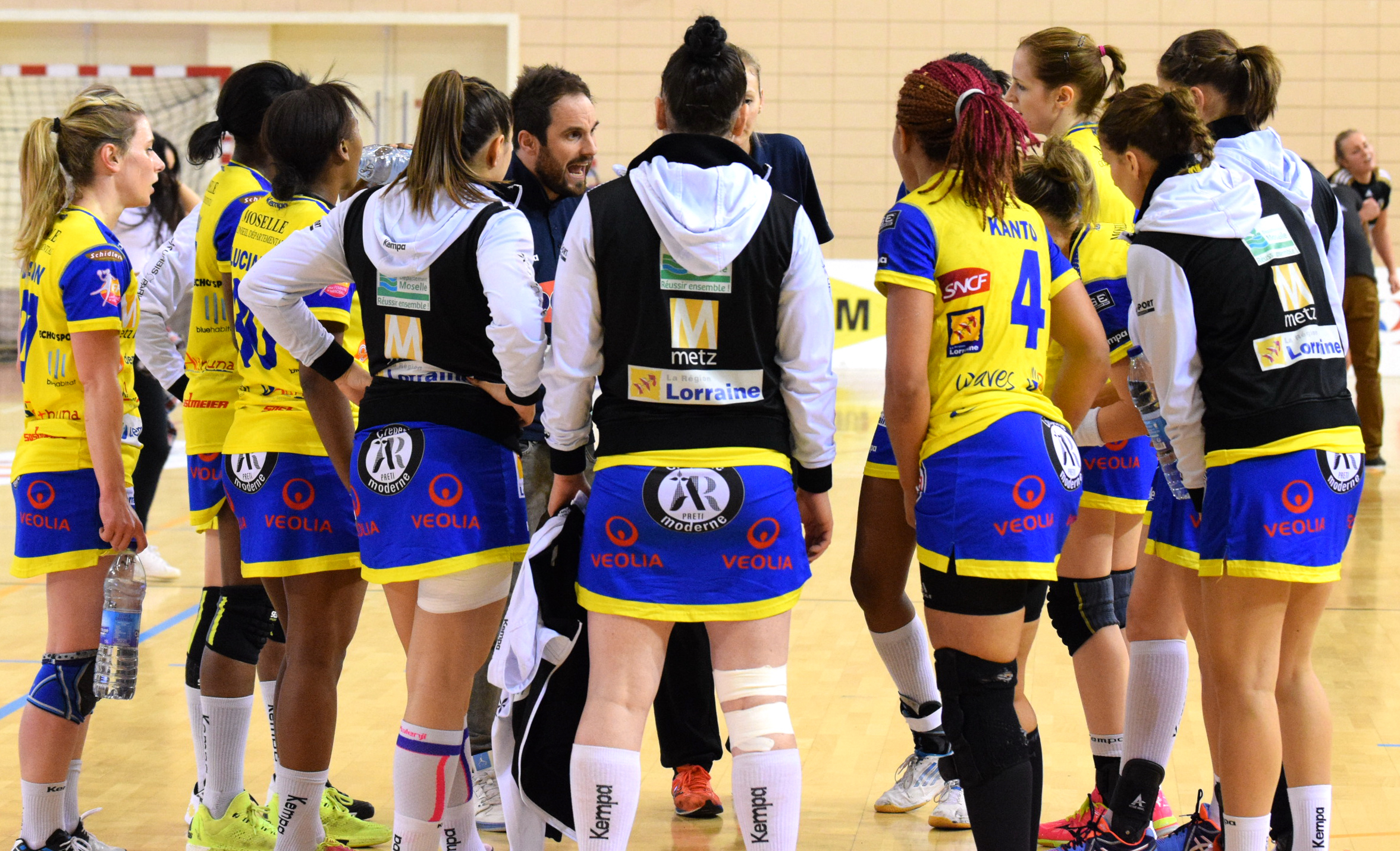